# San Daniel (Donatello)
San Daniel de Donatello es una de las estatuas de bronce de bulto redonodo que decoran el altar de San Antonio de Padua en la basílica del Santo en Padua. Tiene unas medidas de 153 cm de altura y su ejecución se remonta a los años 1446-1453.

## Historia
La obra forma parte de las siete estatuas de bulto redondo que decoran el altar, que se realizó durante la estancia en Padua del gran escultor florentino.
La estatua se fundió con la técnica de la cera perdida entre la segunda mitad de 1446 y la salida de la artista de Padua en 1453. Las obras fueron retocadas durante mucho tiempo, mucho más allá de la salida de Donatello: se  tiene noticia de que lo hicieron hasta el año 1477.
Dado que la estructura arquitectónica original fue destruida hacia finales del siglo XVI, la versión que hoy se puede ver es una controvertida reconstrucción del arquitecto Camillo Boito de 1895.
Los santos dispuestos alrededor del trono de la Madonna con el Niño formaban así un tipo de Sagrada conversación escultural, realizada en el precioso material del bronce.

## Descripción
San Daniel, protector de Padua (una representación de la ciudad figura en sus manos) es retratado de pie y hace pendant con la otra protectora de la ciudad, santa Justina. Ambas estatuas tienen un brazo extendido con la palma abierta, el derecho en el caso de Daniel y el izquierdo en el de Justina. Pero si en el altar original sus manos debían señalar a la Madonna con el Niño en el centro, en la reconstrucción de Boito estas son han sido usadas para señalar hacia el exterior, especialmente indicando las dos estatuas de obispos (San Ludovico y San Prosdócimo) puestas en los extremos a un nivel inferior.
San Daniel es retratado como un joven diácono que viste una dalmática con una decoración en relieve de putti (en la parte inferior) y un querubín (sobre el pecho). A diferencia de Santa Justina, su vestido se extiende recto hacia abajo casi sin pliegues, mientras que en la santa está recogido a la altura de los lados en pliegues vibrantes y descompuestos.
En esta obra, como un poco en todas las demás estatuas de bulto redondo del altar, se echan en falta caracterizaciones expresivas que reflejen tensión.